# Carl Brandt Wolf
Carl Brandt Wolf (Freesoil, 22 de marzo de 1905 - Fillmore, 10 de febrero de 1974 ibíd.) fue un botánico estadounidense. Fue el menor de dos hermanos. Fue un excelente alumno de sus padres (George Henry Wolf y Emma Amelia Brandt) en griego y en latín. Obtuvo su doctorado por la Universidad Stanford, disertando sobre A Systematic & Distributional Study of the New World Species of Rhamnus
Woodson fue curador del Herbario, y botánico en el Jardín Botánico Rancho Santa Ana. Recogió ampliamente en el condado de Kern, incluyendo varios ejemplares tipo, y pasó muchos años estudiando los cipreses

## Algunas publicaciones
- carl Brandt Wolf, David Daniels Keck, Ernest Brown Babcock, George James Peirce, George Ledyard Stebbins, et al. 1946. The perennial southwestern Datura and the validity of Matthew's hypothesis in plant geography. Volumen 25. Alice Eastwood semi-centennial publications. Editor California Academy of Sciences, 8 pp.
- ---------------------------. 1944a. The Gander oak: a new hybrid oak from San Diego county, California. Volumen 25, Nº 5 de Proc. of the California Academy of Sci. 11 pp.
- ---------------------------. 1944b. Rhus laurina: laurel-sumac. Nº 73 de Leaflets of popular information, Rancho Santa Ana Botanic Garden of the Native Plants of California. Editor Rancho Santa Ana Botanic Garden, 3 pp.
- ---------------------------. 1944c. Encelia californica, bush-sunflower. Nº 73 de Leaflets of popular information, Rancho Santa Ana Botanic Garden of the Native Plants of California. Editor	Rancho Santa Ana Botanic Garden, 3 pp.
- ---------------------------. 1942. California native plants for hedges: windbreaks and background plantings. Edición reimpresa. 4 pp.

### Libros
- carl Brandt Wolf, willis westlake Wagener. 1948. The New World cypresses. Volumen 1 de Aliso; a series of papers on the native plants of California. Editor Rancho Santa Ana Botanic Garden, 444 pp.
- ---------------------------. 1945. California wild tree crops: their crop production and possible utilization. Editor	Rancho Santa Ana Botanic Garden, 68 pp.
- ---------------------------. 1938a. The North American species of Rhamnus. Nº 1 de Monographs. Botanical series, Rancho Santa Ana Botanic Garden of the Native Plants of California. Editor Rancho Santa Ana Botanic Garden, 136 pp.
- ---------------------------. 1938b. California plant notes II. Nº 2 de Rancho Santa Ana Botanic Garden. Occasional papers, series 1. Editor Rancho Santa Ana Botanic Garden, 46 pp.
- ---------------------------. 1935. The Playa del Rey saltbush: Observations on Baccharis pilularis DC. California plant notes I. Nº 1 de Rancho Santa Ana Botanic Garden. Occasional papers, series 1. Editor Santa Ana Botanic Garden, 43 pp.
- ---------------------------. 1930. A systematic and distributional study of the new world species of Rhamnus. Editor Dept. of Botany, 190 pp.
- ---------------------------. 1927. The ornamental value of California evergreen shrubs ... Editor Stanford University, 486 pp.

## Eponimia
Género
- (Lemnaceae) Wolffiella Hegelm.[3]

Especies
- (Onagraceae) Oenothera wolfii (Munz) P.H.Raven, W.Dietr. & W.Stubbe[4]
- (Cactaceae) Cylindropuntia wolfii (L.D.Benson) M.A.Baker[5]